# Зграда Арсенала
Зграда Арсенала (Артиљеријска или Мамулина касарна, Топовњача) заузима централни положај на платоу унутар основног бастионог фронта Горње тврђаве у Петроварадинској тврђави.

## Историјат и архитектура
Сазидана је почетком друге половине 18. века у стилу војног барока, складних пропорција, сведене декорације са наглашеним поткровним и међуспратним венцем и удвојеним пиластрима који фланкирају угаоне вертикале. Зграда је спратна, четворокрилна правоугаона грађевина са унутрашњим атријумом, зидана је опеком старог формата, масивне конструкције, чиме се одликује и кровна конструкција, урађена од дрвета и покривена бибер црепом. Темељи су грађени опеком заливени кречним малтером.
Саграђена је на простору насталом након рушења бедема Доње тврђаве који заузима централни положај на платоу унутар основног бастионског фронта Горње тврђаве.
Од средине 80-тих година 20. века вршене су адаптације и реконструкције за потребе Музеја града Новог Сада, који данас користи целокупну зграду и ту се налази неколико тематских одељења музејских поставки, као и стална поставка Петроварадинска тврђава у прошлости.